# Sydney Kent House
Kent House, aussi désigné sous le nom de Sydney Kent House ou St. James Convent, est une maison de style Queen Anne situé au 2944 South Michigan Avenue à Chicago dans l'État de l'Illinois. La maison fut construite par la firme d'architecte Burnham and Root pour Sidney A. Kent. De 1896 à 1906, la maison appartenait à l’industriel John Warne Gates, mieux connu sous Bet-a-Million Gate pour ces excès dans les jeux d'argent.
Au début du XXe siècle, la maison appartenait à l'Université National–Louis.
Depuis 1977, la maison est classée au titre des bâtiments historiques sur le Registre national des lieux historiques (National Register of Historic Places) et elle fut désignée Chicago Landmark par la ville de Chicago le 18 mars 1987.